# یک ممنوعیت
یک ممنوعیت (به انگلیسی: Aan Baan) فیلمی هندی محصول سال ۱۹۷۲ و به کارگردانی پراکاش محرا است. در این فیلم بازیگرانی همچون راجندرا کومار، راکهی گلزار، پران و کوم کوم ایفای نقش کرده‌اند.